# 31061 Tamao
31061 Tamao è un asteroide della fascia principale. Scoperto nel 1996, presenta un'orbita caratterizzata da un semiasse maggiore pari a 2,9792078 UA e da un'eccentricità di 0,0483000, inclinata di 1,31701° rispetto all'eclittica.